# Pagan's Mind
Pagan's Mind es una banda de metal progresivo de Skien, Noruega.

## Biografía
Fundada en 2000 a partir de la banda Silverspoon por Nils K. Rue, Thorstein Aaby, y Stian Kristoffersen. Pagan's Mind publicó su primer álbum, Infinity Divine, el mismo año. El siguiente álbum, Celestial Entrance, fue lanzado en 2002 y fue un gran éxito relativamente incluso fuera de Noruega. Una versión regrabada de Infinity Divine fue publicada en 2004. Su tercer álbum, Enigmatic : Calling, lo publicaron en 2005 y se estrenaron en el número 15 en las listas noruegas. Su último álbum, God's Equation, fue lanzado al mercado el 9 de noviembre de 2007.
En febrero del 2008, la banda de power metal Power Quest anunció que el guitarrista de Pagan's Mind, Jørn Viggo Lofstad, sería músico invitado en el próximo álbum: Master of Illusion.
En 2008, Pagan's Mind viajaron con Sonata Arctica en la gira de Unia.
En 2009, Pagan's Mind tocaron de nuevo en el ProgPowerUSA.

## Influencias
Su música está influenciada por Stargate, especialmente the theatrical film. En una entrevista, el líder Nils K. Rue dijo: "Yo no diría que me gusta la serie de TV Stargate, porque nunca he visto un capítulo entero, pero realmente me gusta la película Stargate. Por supuesto cogí alguna inspiración de ello......"

## Band line-up

### Miembros actuales
- Nils K. Rue − Voz.
- Jørn Viggo Lofstad − Guitarra
- Steinar Krokmo − Bajo
- Stian Kristoffersen − Batería
- Ronny Tegner − Teclados

### Miembros anteriores
- Thorstein Aaby − Guitarra (2000-2003)

- Eloy Sánchez - Batería (2013-2014)

## Discografía

### Álbumes de estudio
- Infinity Divine (2000)
- Celestial Entrance (2002)
- Infinity Divine (2004 regrabación)
- Enigmatic : Calling (2005)
- God's Equation (2007)
- Heavenly Ecstasy (2011)

### Álbumes en directo
- Live Equation (2009)

## Videografía

### DVD y video
- New World Order Live and Supremacy Our Kind Live (ProgPower USA VIII Concert DVD)
- God Equation Live 2009 (Promo/Concert Sale DVD)

### Vídeos musicales
- "Through Osiris' Eyes" (Celestial Entrance)
- "Aegean Shores" (Celestial Entrance)
- "Enigmatic Mission" (Enigmatic: Calling)
- "Atomic Firelight" (God's Equation)